# پاشلک بزرگ
پاشلک بزرگ (نام علمی: Gallinago media) نام یک گونه از تیره آبچلیک است.